# Morey Feld
Pour les articles homonymes, voir Feld.
Morey Feld, né le 15 août 1915 à Cleveland et mort le 28 mars 1971 à Bow Mar, est un batteur de Dixieland-jazz et de swing américain.

## Biographie
Bien qu'autodidacte, Morey Feld a été le batteur de nombreuses artistes célèbres du jazz tels Ben Pollack (1936), Joe Haymes (de), Bud Freeman (1940), Benny Goodman (1943–1945), Eddie Condon (1946), Bobby Hackett, Hank D'Amico ou Billy Butterfield. En 1960, il s'installe à Denver où il devient le batteur du quintet Peanuts Hucko.
Il meurt en essayant d’éteindre un incendie dans sa maison à Bow Mar en 1971.

## Discographie
Comme leader
- Jazz Goes to B' Way (Kapp, 1955)

Collaborations
- Joe Haymes (de), Bud Freeman, Summa Cum Laudae (1940)
- Benny Goodman, Sweet and Low-Down (1944)
- Ella Fitzgerald, The First Lady of Song (Decca, 1958)
- Benny Goodman, Fletcher Henderson Arrangement (Columbia, 1953)
- Benny Goodman, Goodman On the Air (Nostalgia, 1979)
- Bobby Hackett, Creole Cookin (Verve, 1967)
- Bill Harris, Bill Harris Herd (Norgran, 1956)
- Rosa Rio (en), Plays Hits from My Fair Lady and Gigi (Vox, 1959)
- Johnny Smith, Stan Getz, The Johnny Smith Stan Getz Years (Roulette, 1978)
- Alec Templeton, Smart Alec (ABC-Paramount, 1956)
- World's Greatest Jazz Band (en), World's Greatest Jazz Band of Yank Lawson and Bob Haggart (Project 3, 1969)
- World's Greatest Jazz Band, Love is Blue (Project 3, 1969)